# Хофман, Альберт фон
Альберт фон Хофман (нем. Albert von Hofmann; 30 сентября 1867, Берлин — 11 марта 1940, Штутгарт) — немецкий историк, почётный профессор Марбургского университета; автор книги «Германская земля и германская история» (1920).

## Биография
Альберт фон Хофман родился 30 сентября 1867 года в Берлине в семье немецкого химика Августа Вильгельма фон Гофмана. В 1924 году Альберт стал почетным профессором по историко-географическим связям в исторических документах (historisch-geographische Zusammenhänge bei historischen Urkunden). 11 ноября 1933 года фон Хофман был среди более 900 ученых и преподавателей немецких университетов и вузов, подписавших «Заявление профессоров о поддержке Адольфа Гитлера и национал-социалистического государства». В период с 1935 по 1937 фон Хофман находился в отпуске; скончался 11 марта 1940 года в Штутгарте.

## Работы
К наиболее известным трудам Альберта фон Хофмана относится научно-популярная книга «Германская земля и германская история» (Das deutsche Land und die deutsche Geschichte), изданная в 1920 году. Данная работа оказала влияние на взгляды графа Клауса Шенка фон Штауффенберга, почерпнувшего для себя в 1927 году, что «немецкий народ, отныне освобожденный от интересов династической политики, теперь покажет, способен ли он преодолеть партикулярные и конфессиональные барьеры»:
- Das deutsche Land und die deutsche Geschichte, Stuttgart 1920; Neubearbeitung in drei Bänden, Berlin 1930.
- Die Stadt Nürnberg / Hofmann, Albert von. — Stuttgart : Deutsche Verlags-Anstalt, 1924.
- Die Stadt Ulm / Hofmann, Albert von. — Stuttgart : Deutsche Verlags-Anstalt, 1923.
- Die Stadt Konstanz / Hofmann, Albert von. — Stuttgart : Deutsche Verlags-Anstalt, 1922.
- Die Stadt Regensburg / Hofmann, Albert von. — Stuttgart : Deutsche Verlags-Anstalt, 1922.